# Isola Tiberina

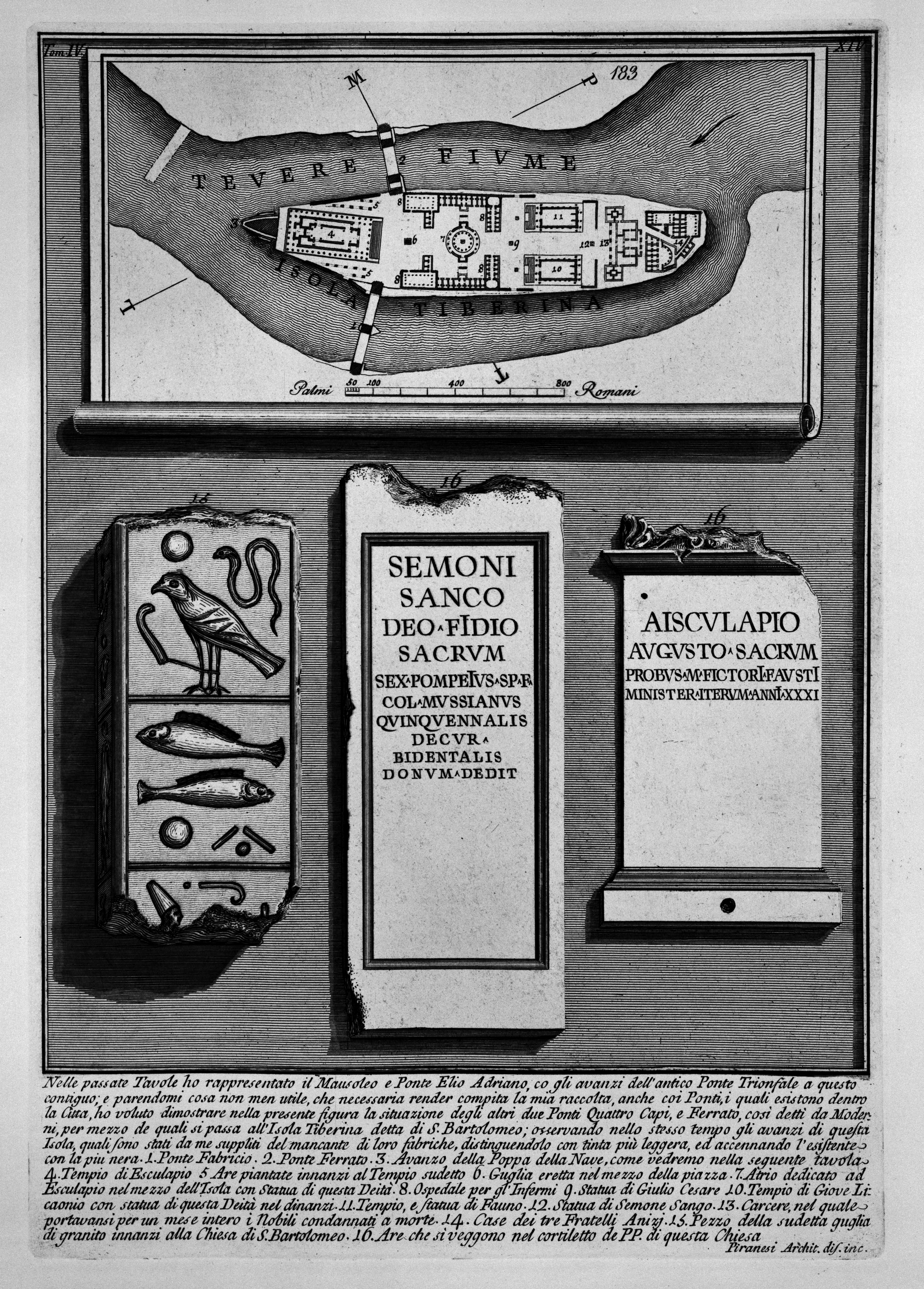
Mappa del 1756.

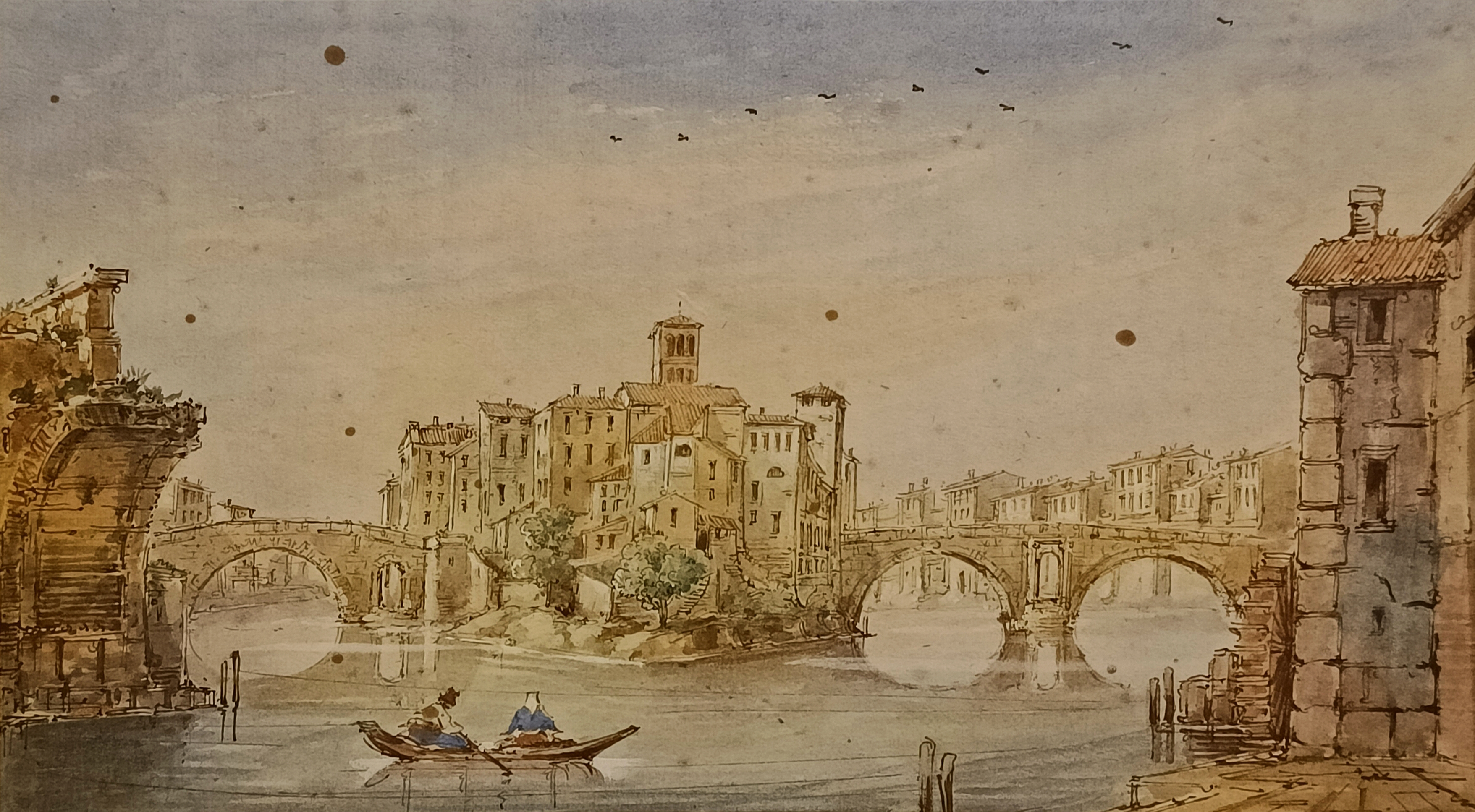
Acquerello dell'800 raffigurante l'Isola Tiberina

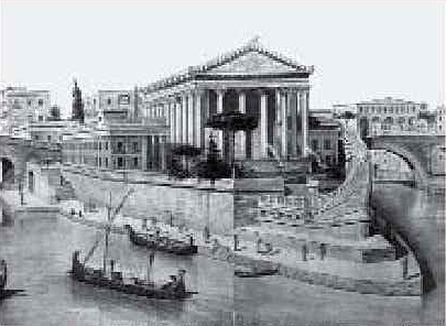
Isola Tiberina nel III secolo a.C. con il tempio di Esculapio. Ricostruzione artistica dell'archeologo Giuseppe Gatteschi (1866-1935)

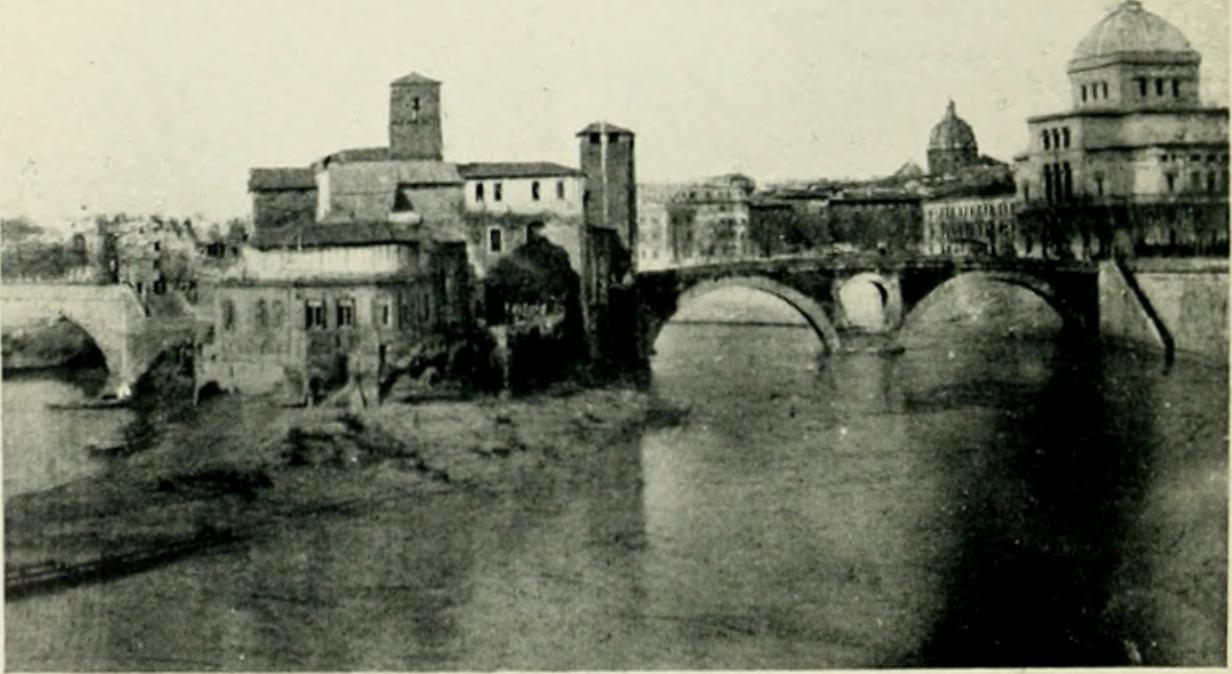
Da una pubblicazione del 1913.

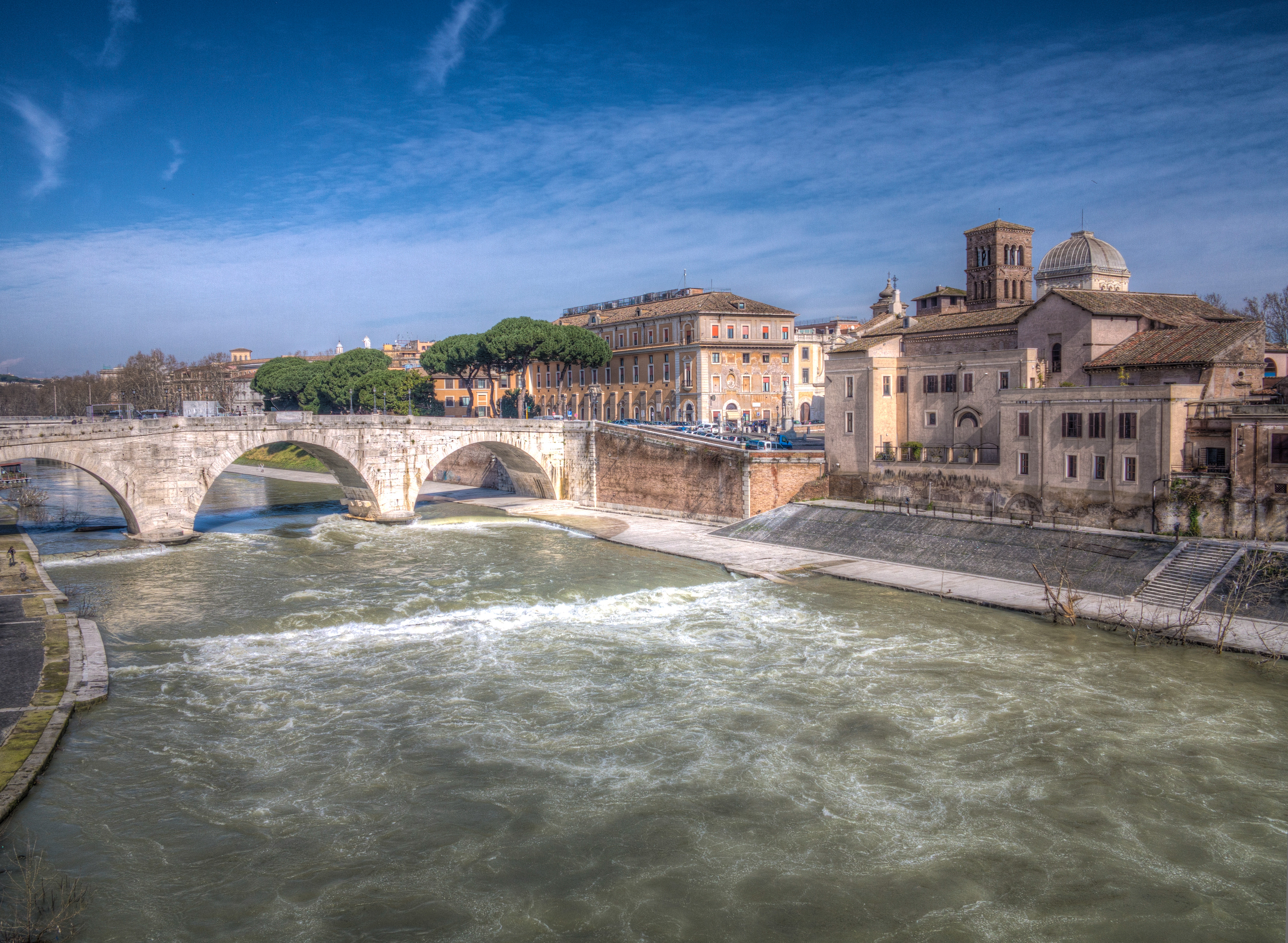
Vista del lato sud-ovest.

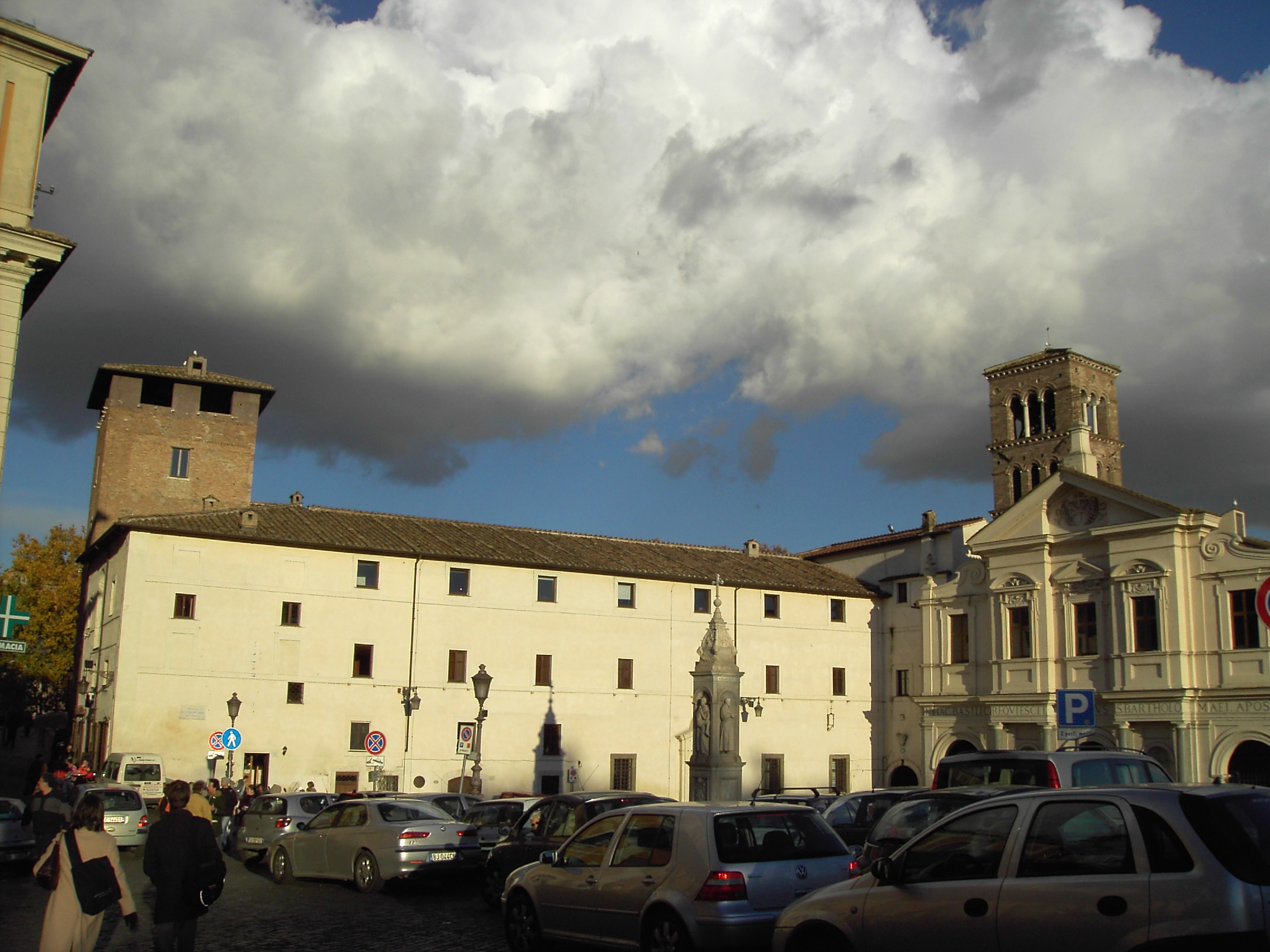
Il lazzaretto brutto, e sullo sfondo, la Torre Caetani.

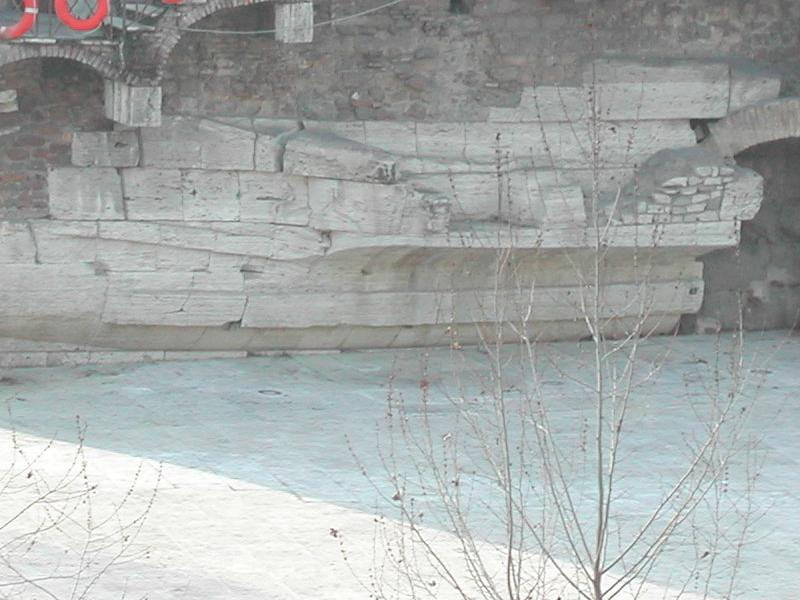
Tracce della barca di pietra sull'isola.

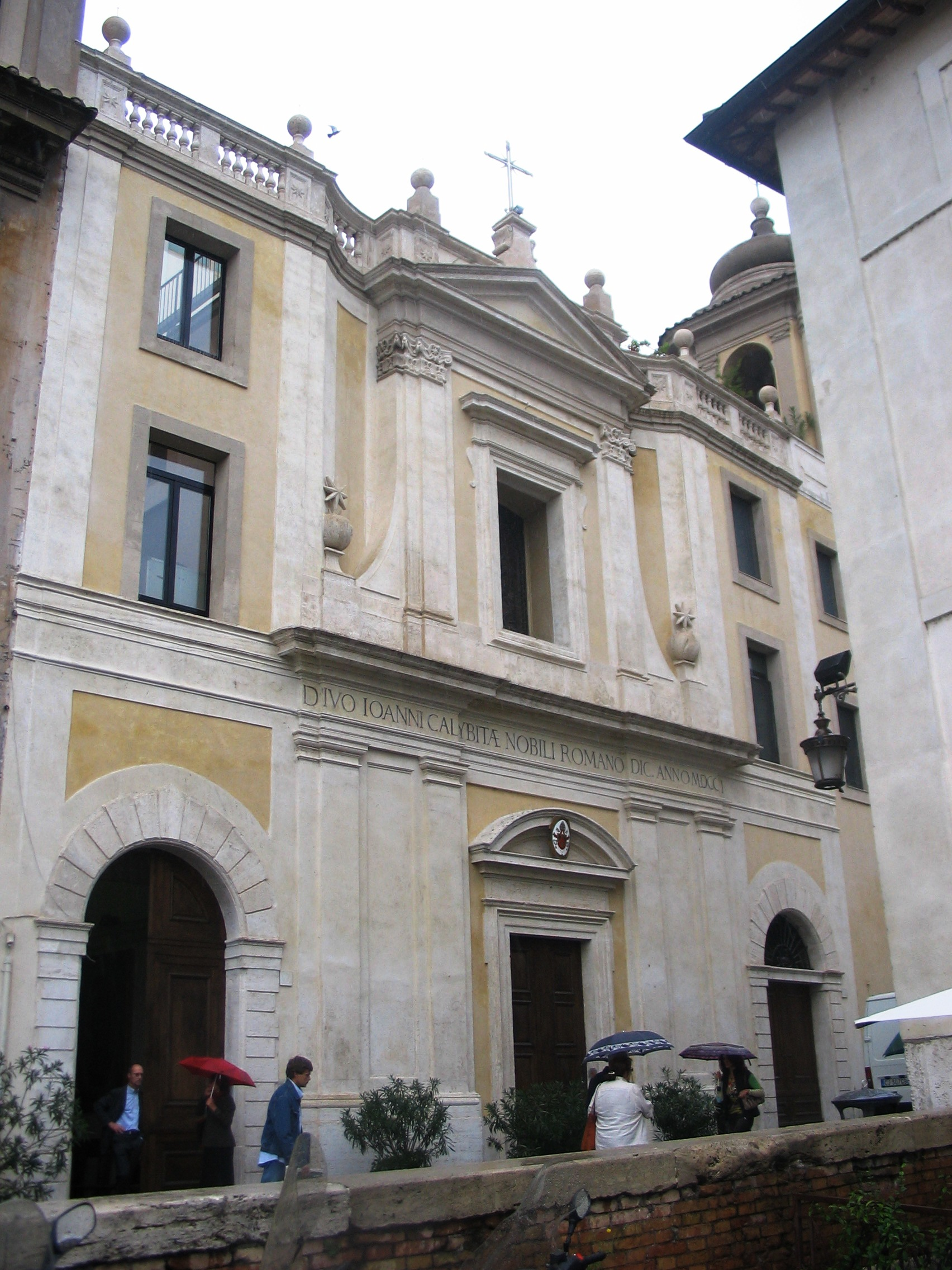
Chiesa di San Giovanni Calibita.

L'Isola Tiberina (nota anche come Insula Tiberina, Insula Tiberis, Insula Aesculapi, Isola dei Due Ponti, Licaonia, Isola di San Bartolomeo, o semplicemente Insula) è un'isola fluviale nonché l'unica isola urbana del Tevere, nel centro di Roma. Nella Forma Urbis di età severiana viene riportato con la definizione di "inter duos pontes": è infatti collegata alle due rive del Tevere dal Ponte Cestio e dal Ponte Fabricio.

## Storia
La leggenda vuole che l'isola si sia formata nel 510 a.C. dai covoni del grano mietuto a Campo Marzio, di proprietà del re Tarquinio il Superbo, gettati nel Tevere al momento della rivolta che ne causò la cacciata. Alcuni studi moderni, però, proverebbero che l'isola ha origini molto anteriori all'evento. Poco coinvolta nelle vicissitudini della città, per questa ragione ospitò il tempio di Esculapio, dio della medicina, il cui culto fu introdotto nel 292 a.C. in seguito ad una pestilenza.
Nella prima metà del I secolo a.C. venne monumentalizzata in opera quadrata, parallelamente alla costruzione dei ponti Fabricio e Cestio, e del Vicus Censorius che li collegava al suo interno, dando all'isola la forma di una nave (di cui oggi è ancora visibile la prua), con blocchi di travertino che rivestono l'interno in peperino, e alcune decorazioni raffiguranti Esculapio con il suo serpente e una testa di toro, forse utile per gli ormeggi.
Al centro vi era un obelisco, a raffigurare un albero maestro simbolico, ricordo della nave romana che nel 292 a.C. da Epidauro portò a Roma il simbolo del dio Esculapio. Due anni prima, infatti, alcuni funzionari romani si erano recati nella città greca per visitarne il tempio e consultare la divinità a seguito di una grave pestilenza scoppiata a Roma. Il mito vuole che un serpente - simbolo del dio - si allontanò dal tempio e salì sulla nave romana. Quando la nave tornò a Roma, il rettile scese sull'isola stabilendovisi. Si racconta che la peste svanì miracolosamente dopo la costruzione del tempio dedicato al dio.

## Monumenti

### Templi
Il Tempio di Esculapio venne inaugurato nel 289 a.C. e sorgeva nella parte meridionale dell'isola, nel luogo oggi occupato dalla chiesa di San Bartolomeo: al suo interno un pozzo prenderebbe la posizione di una fonte collegata al santuario. Ai lati del tempio si trovava un portico per l'accoglienza dei pellegrini e soprattutto dei malati. Nella parte settentrionale si trovavano alcuni piccoli santuari legati a culti particolari, ora situati fra le fondamenta dell'Ospedale Fatebenefratelli. Questi erano: due templi dedicati nel 194 a.C. a Fauno e Veiove; un sacello per Iuppiter Iuralius (ossia "garante dei giuramenti"), oggi sostituito dalla chiesa di San Giovanni Calibita, ma in cui un pavimento musivo mostra una dedica al dio; un altare dedicato al dio Semo Sancus, di origine sabina. Altri culti attestati sull'isola erano rivolti a Tiberino e Gaia, e a Bellona (detta Insulensis).
Al posto dell'obelisco, dopo la sua scomparsa, venne eretta una colonna (poi trasferita nel portico della chiesa di San Bartolomeo) dove il 24 agosto di ogni anno si affiggeva l'elenco di chi non aveva seguito il precetto pasquale; la colonna si frantumò nel 1867 a causa dell'urto di un carro. Si racconta che nel 1834 Bartolomeo Pinelli, presente nella lista, si lamentò ufficialmente in sacrestia per essere stato inserito come miniatore, anziché incisore. Oggi sul luogo centrale si trova una piccola edicola reggicroce fatta costruire da papa Pio IX nel 1869 da parte di Ignazio Jacometti, che nelle quattro nicchie raffigurò i santi collegati all'isola: san Bartolomeo, san Paolino da Nola, san Francesco d'Assisi, e san Giovanni di Dio. Nella stessa data del 24 agosto ricorreva la festa dei cocomeri, in cui numerosi venditori esponevano la propria merce sull'isola; nel frattempo alcuni praticavano una gara di nuoto, dal ponte Fabricio a ponte Rotto per afferrare i cocomeri: i giochi sono stati proibiti nel 1870 a seguito degli incidenti dovuti alla corrente del fiume.

### Basilica di San Bartolomeo
Sopra le rovine del tempio di Esculapio l'imperatore Ottone III volle costruire nel X secolo una chiesa dedicata ai santi Adalberto (suo amico, vescovo di Praga e martirizzato nel 997), Paolino e Bartolomeo, e che dopo il restauro di papa Alessandro III nel 1180 mantenne la dedica solamente per l'ultimo santo (allo stesso evento risale un frammento di mosaico oggi presente sulla facciata); in precedenza, nel 1113, era stato aggiunto un campanile da parte di papa Pasquale II. All'interno si trova un antico pozzo con un bassorilievo raffigurante i tre santi (o forse il Salvatore, sant'Adalberto, san Bartolomeo e Ottone III), realizzato con il rocchio di un'antica colonna da Nicola d'Angelo o da Pietro Vassalletto nel XIII secolo: i romani credevano che l'acqua fosse miracolosa, essendovisi trovate le ossa dei martiri romani Esuperanzio e Marcello, e un'iscrizione infatti riporta "Os putei Sci sancti circumdant orbe rotanti"; nel secolo scorso il pozzo è stato chiuso a causa della malsanità dell'acqua.
Nella chiesa, nella prima cappella a destra, è conservata l'immagine della Madonna della Lampada, legata all'inondazione del 1557 e alla tradizione del prodigio. L'immagine è una Madonna con Bambino affrescata nella seconda metà del XIII secolo, e posta sopra una mole, per cui era conosciuta anche come Madonna delle Mole. La tradizione vuole che in seguito ad una piena l'immagine fu sovrastata dalle acque, ma una lampada posta lì di fronte si mantenne accesa, e così rimase fino al termine dell'evento. Nella Cappella del Sacramento si trova invece una palla di cannone, di quattordici centimetri di diametro, sparata durante l'assedio di Roma del 1849: le persone che all'interno rimasero incredibilmente illese lasciarono l'oggetto sul luogo a ricordo dell'avvenimento.
Nel XVII secolo nacque la tradizione di una cerimonia in suffragio delle vittime del Tevere: ogni 2 novembre, giorno della commemorazione dei defunti, al tramonto dalla chiesa di San Bartolomeo una processione della Confraternita dei Sacconi Rossi di Santa Maria dell'Orto - noti semplicemente come Sacconi Rossi - si recava con alcune torce accese fino alla riva, dove benedicevano le acque e lanciavano una corona di fiori. Dopo anni d'interruzione, la cerimonia è stata ripresa dal 1984 dalla Confraternita dei Sacconi Scuri. Un'altra tradizione vuole che un frate lombardo, un certo Fra Giambattista Orsenigo, fosse un validissimo cavadenti, e che fra il 1867 e il 1903 ebbe come pazienti numerosissime personalità, fra cui il papa Leone XIII.

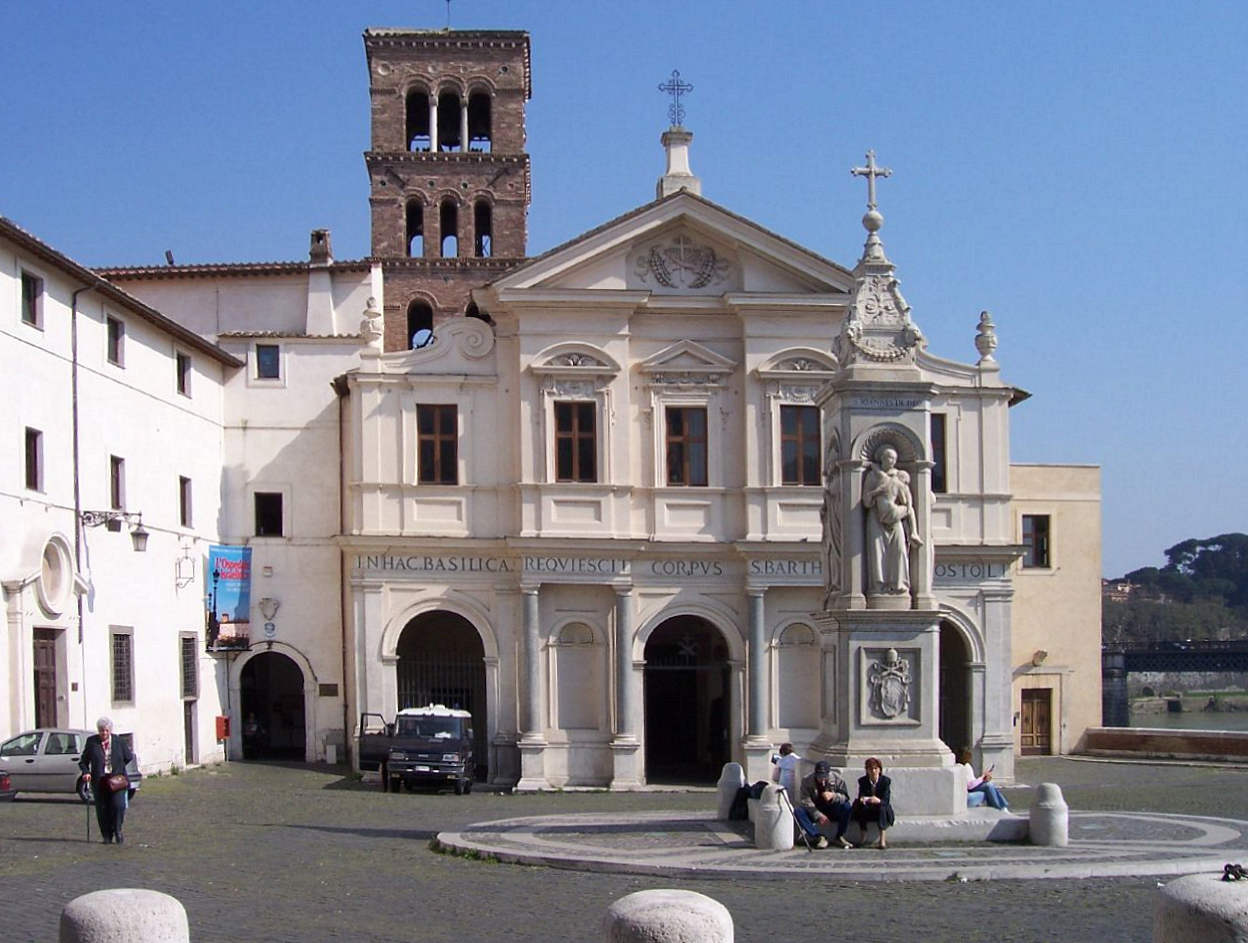
Basilica di San Bartolomeo all'Isola.

Nell'anno 1999 Giovanni Paolo II decise, in preparazione del Giubileo dell'anno 2000, di istituire una commissione "Nuovi Martiri", che avrebbe dovuto indagare sui martiri cristiani del Ventesimo secolo. La commissione ha lavorato due anni nei locali della Basilica di San Bartolomeo, raccogliendo circa 12.000 dossier di martiri e testimoni della fede giunti da diocesi di tutto il mondo.
Passato il Giubileo, Giovanni Paolo II volle che questa memoria dei testimoni della fede del Novecento potesse divenire qualcosa di visibile nella Basilica di San Bartolomeo. Nell'ottobre del 2002, con una solenne celebrazione ecumenica alla presenza dei cardinali Camillo Ruini, Walter Kasper e Francis Eugene George, e del patriarca romeno ortodosso Teoctist, è stata posta sull'altare maggiore una grande icona dedicata ai martiri del Novecento. L'icona rappresenta, con una simbologia presa dall'Apocalisse, le vicende dei martirii di cui si è venuti a conoscenza attraverso i lavori della commissione. Altre memorie di martiri sono collocate nelle cappelline laterali, ognuna dedicata ad una situazione storica particolare.

### Ospedale Fatebenefratelli
L'ospedale Fatebenefratelli, posto di fronte alla basilica di San Bartolomeo, venne fondato dai seguaci di san Giovanni di Dio nel 1583, e rimodernato in seguito da Cesare Bazzani fra il 1930 ed il 1934. Sulla destra si trova la chiesa di San Giovanni Calibita, edificata sui resti del tempio di Iuppiter Iurarius, e dedicata intorno all'870: la facciata è opera nel 1640 di Luigi Barattoni, completata poi da Romano Carapecchia nel 1711.

### OspedaIe Israelitico
Oltre al già citato Fatebenefratelli, sull'Isola Tiberina è presente anche una delle tre sedi romane dell'Ospedale Israelitico. La sede è operante e si trova a fianco della basilica di San Bartolomeo.
L'installazione "Le Georgiche"
Nella parte Nord dell'Isola, dal 21 aprile 2022, è stata installata - in forma permanente - una serie di stele dedicate a Le Georgiche di Virgilio.
Ideate e realizzate dall'artista Corrado Veneziano, patrocinate dalla Presidenza della Regione Lazio d'intesa con la associazione D.d'Arte, a cura di Francesca Barbi Marinetti e Raffaella Salato, le stele hanno ripreso, ripristinato e dato forma artistica a tredici vecchi totem (in cemento, ferro e plexiglas) abbandonati da tempo sull'Isola. Ogni stele dipinta da Corrado Veneziano riprende motivi figurativi tipici delle Georgiche (le api, l'ulivo, i chicchi dell'uva, i semi...), legandoli ai versi del poema: tutti tesi al rispetto e alla tutela del territorio, delle sue infinite diversità.

## Celebrazioni ed eventi

### L'Isola del Cinema

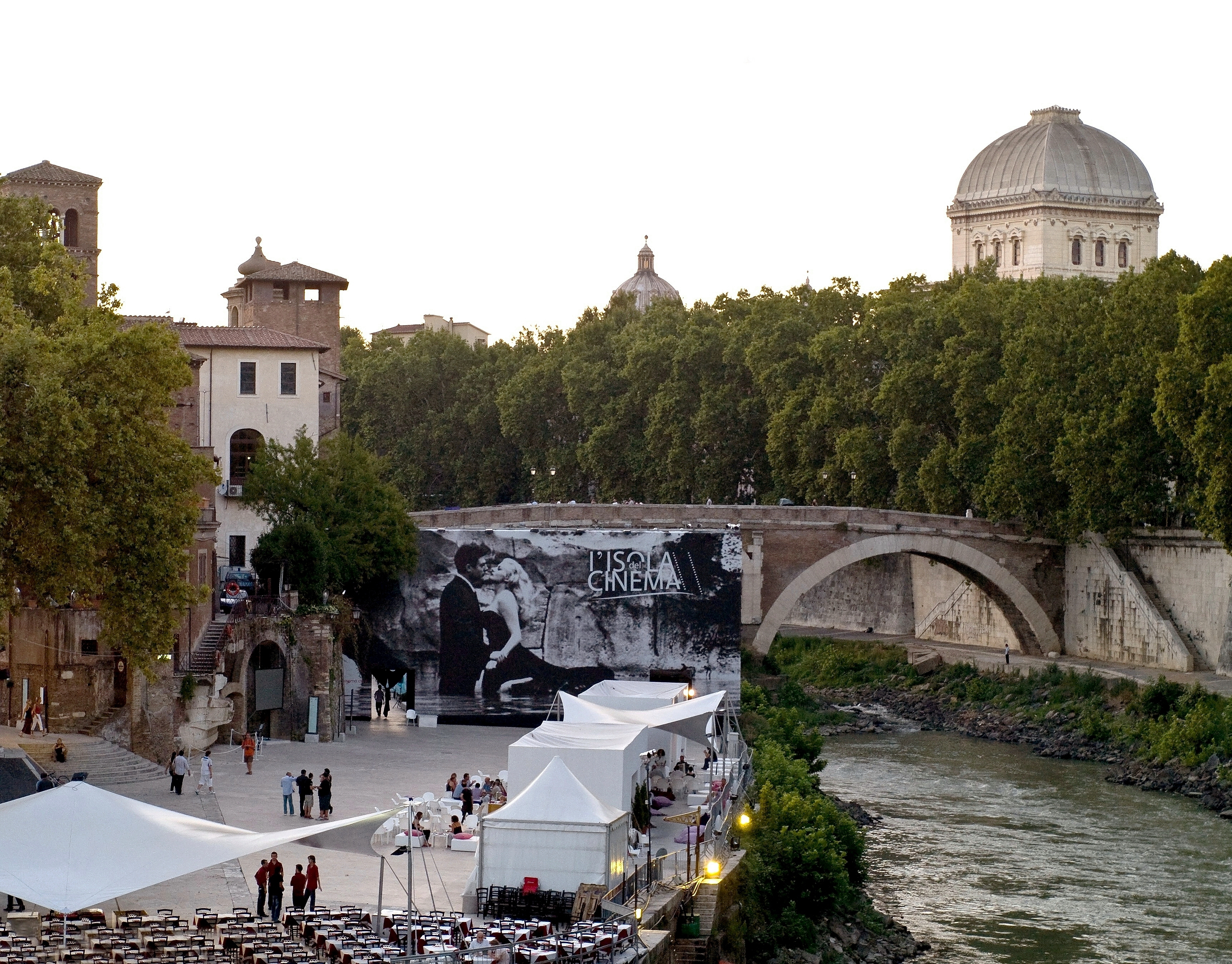
L'Isola del Cinema 2009

L'Isola del Cinema è la manifestazione che porta, dal 1995, al centro della Capitale il grande cinema italiano e internazionale, eventi culturali e manifestazioni solidali ospitati nello scenario affascinante dell'Isola Tiberina. Un Salotto Internazionale di Cinema e Cultura sul fiume Tevere: nell'Arena, che ospita un maxischermo, è possibile seguire anteprime e pellicole inedite prestigiose, incontrare registi e attori italiani e internazionali e vedere alcuni tra i più bei film di qualità dell'ultima stagione, mentre nel Cinelab si svolgono rassegne di film d'autore, cortometraggi, rassegne dedicate alla cinematografia internazionale, il Nuovo Cinema Italiano, i migliori film della precedente stagione.